# Jonny Wilkinson
(Jonny Wilkinson, parlando del suo ultimo infortunio nel 2007)
Jonathan Peter “Jonny” Wilkinson (Frimley, 25 maggio 1979) è un ex rugbista a 15 internazionale per l’Inghilterra, attivo in carriera nel ruolo di mediano d'apertura.
Vincitore della Coppa del Mondo di rugby 2003 con la Nazionale inglese grazie ai tre punti decisivi da lui segnati con un drop nella finale contro l'Australia, si ritirò dall'attività internazionale il 12 dicembre 2011, dopo 91 incontri e 1179 punti marcati, cui vanno aggiunte 6 presenze e 67 punti nella selezione dei British Lions per un totale di 1246 punti in 97 test match che rendono Wilkinson il secondo miglior marcatore internazionale dopo il neozelandese Dan Carter; in precedenza Wilkinson aveva detenuto il primato dall'8 marzo 2008 — allorquando, con 1099 punti, aveva superato il gallese Neil Jenkins, fino ad allora detentore di tale record — al 27 novembre 2010, quando fu superato una prima volta a quota 1188 da Dan Carter e, successivamente, dal 26 febbraio — a quota 1190 — fino al 31 luglio 2011, quando Carter si portò a quota 1204 fissando il nuovo record.
Oltre ai citati primati, è al 2013 il miglior marcatore dei British and Irish Lions (67 punti), il detentore del record di punti realizzati al 2019 in Coppa del Mondo (277) e, a tutto il Sei Nazioni 2022, è, con 546 punti, secondo solo all'irlandese Ronan O'Gara (557).
A livello di club è globalmente autore di più di 3900 punti tra tutte le competizioni ufficiali cui ha preso parte dapprima con la maglia del Newcastle, club di Premiership nel quale Wilkinson militò ininterrottamente dal 1997 al 2009 e con cui vanta un titolo di campione d’Inghilterra nel 1997-98, e a seguire con il Tolone, con il quale vinse due titoli consecutivi di campione d'Europa, nel 2013 e nel 2014, quest'ultimo accoppiato al titolo di campione di Francia.
A causa di una lunghissima serie di infortuni (alle ginocchia, ai legamenti, a un braccio, alle spalle e perfino a un rene), fu assente dalla Nazionale per più di 3 anni: esattamente 1 169 giorni intercorsero tra la finale di Sydney della Coppa 2003 contro l'Australia e il successivo incontro disputato da Wilkinson, l'apertura del Sei Nazioni 2007 contro la Scozia.
Nella sua partita di rientro Wilkinson realizzò 27 punti, il record per gli Inghilterra — Scozia validi per la Calcutta Cup, e fu nominato Man of the Match.
In aggiunta a ciò, è il miglior realizzatore di drop della storia della Coppa del Mondo (29, per un totale di 87 punti).
Il 3 aprile 2009 Wilkinson ricevette la laurea honoris causa dall'Università del Surrey, per i suoi servizi resi allo sport.
La cerimonia di conferimento del dottorato si tenne nella cattedrale di Guildford, sede dell'Università e capoluogo del Surrey.
Dal 2 giugno 2014 è anche cittadino onorario di Tolone, a tre giorni di distanza dal suo ultimo incontro ufficiale, la finale del campionato francese vinta dal Tolone contro il Castres il 31 maggio precedente.
Dirige inoltre, insieme a suo fratello Mark, l'azienda di abbigliamento di famiglia Fineside.

## Biografia
Nato a Frimley, cittadina del Surrey non molto distante da Londra, Jonny Wilkinson crebbe a Cheltenham (Gloucestershire), e fu iniziato alla pratica del rugby fin dai primissimi anni d'età; figlio di rugbista, infatti, fu avviato alla disciplina a quattro anni.
Continuò a giocare durante tutta la sua carriera scolastica e, a 17 anni, arrivò con la squadra del suo liceo alle semifinali di un torneo nazionale interscolastico organizzato dal Daily Mail.
All'epoca, Wilkinson era già un rugbista d'interesse nazionale: due anni prima, nel 1994, era stato infatti selezionato per la nazionale studentesca inglese che affrontò un tour in Australia e, in cinque incontri disputati, aveva messo a segno 94 punti.
Nel 1997 prese un anno di pausa dall'università per tentare la carriera professionistica, accettando l'offerta di contratto dei Newcastle Falcons, club nel quale militò per 12 stagioni.
Il suo immediato successo non gli permise più di riprendere gli studi e da allora rimase uno studente in sospeso («all'epoca tralasciai l'università, perché il rugby mi coinvolse… laurearmi a suo tempo è una cosa che avrei sempre desiderato fare», le sue parole al momento di ritirare la citata laurea honoris causa all'Università del Surrey).

### Carriera professionistica
La carriera professionistica di Wilkinson iniziò nel 1997 nei Newcastle Falcons come primo centro, ruolo nel quale dovette affrontare la concorrenza di Inga Tuigamala e dello scozzese Alan Tait; ciononostante riuscì a ritagliarsi un ruolo in squadra in occasione della conquista della Premiership 1997-98, proprio nella sua prima stagione a Newcastle.
Nel marzo 1998 arrivò anche la sua prima convocazione in Nazionale inglese, nel Cinque Nazioni di quell'anno, sebbene solo come rimpiazzo in panchina.
L'esordio avvenne il 4 aprile successivo, a Twickenham contro l'Irlanda e, nel corso dell'estate, fu impiegato in quello che passò alla cronaca come il tour infernale nell'Emisfero Sud, in cui l'Inghilterra andò incontro ad alcune delle peggiori sconfitte della sua storia, compreso il pesantissimo 0-76 incassato dall'Australia, che costituisce tuttora il maggior passivo a carico della Nazionale inglese.

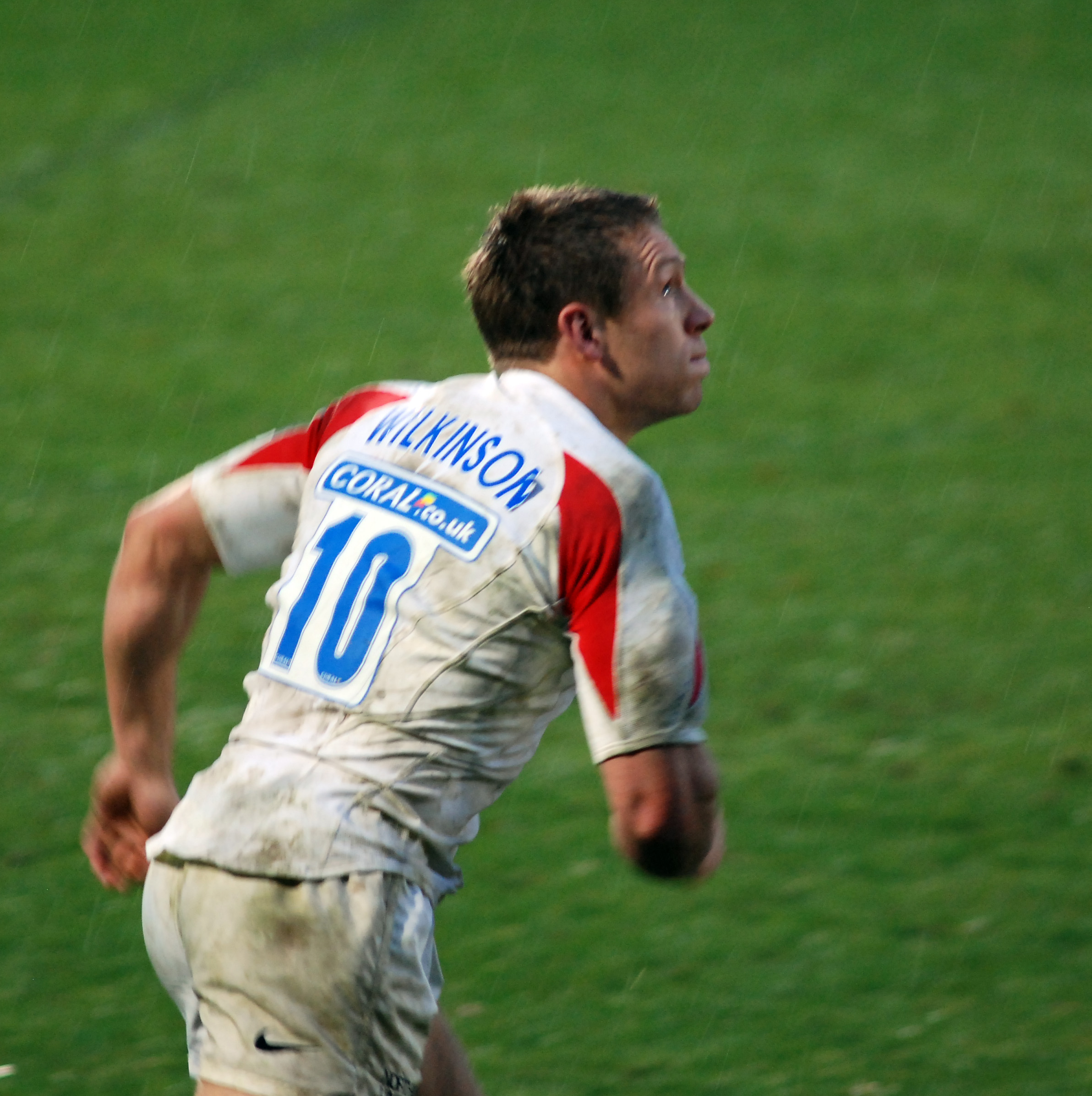
Wilkinson con la maglia del, 2007

Nella stagione successiva, mentre a livello di club raggiunse la finale di Coppa Anglo-Gallese (perdendola contro gli Wasps), in Nazionale Wilkinson fu incluso dal C.T. Clive Woodward nella lista dei giocatori che presero parte alla Coppa del Mondo di rugby 1999 in Galles.
L'esordio in Coppa del Mondo avvenne contro l'Italia, una Nazionale che fece da testimone a molte delle tappe della carriera del mediano inglese: nel 67-7 finale inflitto agli Azzurri, Wilkinson realizzò una meta, poi trasformata, calciò tra i pali altre cinque trasformazioni più altrettanti calci di punizione, per un totale di 32 punti personali.
Tranne l'incontro vinto con Tonga, Wilkinson fu utilizzato fino agli ottavi di finale della Coppa.
Nei quarti contro il Sudafrica Woodward tenne il giocatore in panchina; l'Inghilterra fu eliminata dal torneo dopo la sconfitta per 21-44 e il tecnico fu criticato sia per non aver espanso la rosa quando il regolamento glielo avrebbe consentito sia per non aver utilizzato nel momento cruciale i giocatori più determinanti, incluso lo stesso Wilkinson.
Alla ripresa dell'attività internazionale Wilkinson disputò tutte le cinque gare del Sei Nazioni 2000, il primo con tale nuova denominazione, nel quale la squadra inglese, pur vincendo il torneo, fallì il Grande Slam a causa della sconfitta nell'ultima giornata contro la Scozia.
In giugno fu il protagonista della vittoria inglese a Bloemfontein contro il Sudafrica: la squadra vinse 27-22 e Wilkinson realizzò l'intero bottino per i suoi, calciando tra i pali 9 piazzati.
Fu, ancora, contro l'Italia che Wilkinson registrò il suo record personale di 35 punti in un incontro singolo, nella seconda giornata del Sei Nazioni 2001 a Twickenham; nel prosieguo di stagione giunse pure la Coppa Anglo-Gallese, vinta 30-27 in finale sugli Harlequins e, nel corso di quell'estate, la chiamata come prima scelta nel tour dei British and Irish Lions in Australia: nel primo test match contro i padroni di casa a Brisbane, vinto per 29-13, Wilkinson segnò 3 piazzati, per un totale di 9 punti.
Nel secondo, a Melbourne, si infortunò a una gamba ma riuscì a recuperare per il terzo match, in programma una settimana più tardi al Telstra Stadium di Sydney: nonostante la sconfitta per 29-23, Wilkinson segnò una meta, due trasformazioni e tre piazzati per un totale di 18 punti, eguagliando il record individuale per un singolo test match dei British Lions.
In un'altra occasione Wilkinson realizzò l'intero score per l'Inghilterra: fu contro l'Australia a Twickenham nel novembre di quello stesso anno, una vittoria per 21-15 frutto di cinque piazzati e due drop tra i pali.
Qualche settimana dopo realizzò sette piazzati per un totale di 21 punti contro il Sudafrica, nell'incontro vinto 29-9.
Un anno più tardi, nel novembre 2002, l'Inghilterra si apprestò a incontrare le squadre del Tri Nations a Twickenham: il 9 novembre fu il turno degli All Blacks, alla cui sconfitta per 31-28 contribuirono una meta, due conversioni, tre piazzati e un drop di Wilkinson (21 punti); una settimana dopo fu l'Australia a essere sconfitta per 32-31 dopo aver condotto fino al 19-31: 22 dei 32 punti inglesi furono di Wilkinson, che trasformò le due mete di Jason Robinson e realizzò cinque piazzati.
Infine, nel terzo consecutivo weekend, fu la volta del Sudafrica, che l'Inghilterra batté largamente per 53-3 e in cui il contributo di Wilkinson, pur rilevante (18 punti, frutto di 6 conversioni su 7 e 2 piazzati), fu più influente per lo scarto finale che per il risultato in sé.
Nell'occasione, anche vista la fisicità del match, Wilkinson causò l'espulsione del suo avversario diretto, il sudafricano Jannes Labuschagne, responsabile di un placcaggio su di lui in netto ritardo.
Anche Wilkinson dovette lasciare il campo, causa lussazione alla spalla sinistra nel corso di un durissimo ingaggio; il C.T. Woodward, dopo l'incontro, rilasciò accese dichiarazioni contro il gioco brutale degli Springbok, rei, a suo dire, di aver preso di mira i giocatori inglesi più tecnici, in particolare proprio lo stesso Wilkinson.
Nella sua autobiografia Nine Lives, il suo compagno di squadra Matt Dawson scrisse di aver avuto, nel corso di tale incontro, la sensazione che i sudafricani fossero saliti a Twickenham con il preciso intento di mandare all'ospedale tutta la linea mediana inglese (i citati Dawson e Wilkinson più Robinson).
Il Sei Nazioni 2003 vide il Grande Slam dell'Inghilterra: la partita d'esordio contro la Francia, anch'essa reduce da tre vittorie in altrettanti incontri con le squadre del Tri Nations, fu vinta per 25-17.
Ancora l'Italia fu testimone di una tappa della carriera di Wilkinson: contro di essa, a Twickenam, Wilkinson indossò per la prima volta la fascia da capitano, stante l'indisponibilità di Martin Johnson.
In giugno la Nazionale restituì la visita ad Australia e Nuova Zelanda: a Wellington cinque calci piazzati sotto un tempo inclemente costituirono tutto il punteggio con cui gli inglesi batterono gli All Blacks per 15-13; meno determinanti, ma ugualmente importanti, i 10 punti realizzati una settimana dopo a Melbourne contro gli Wallabies in un incontro che gli inglesi vinsero 25-14; infine, prima della Coppa del Mondo 2003, un 45-14 alla Francia con 18 punti di Wilkinson.

### La Coppa del Mondo 2003

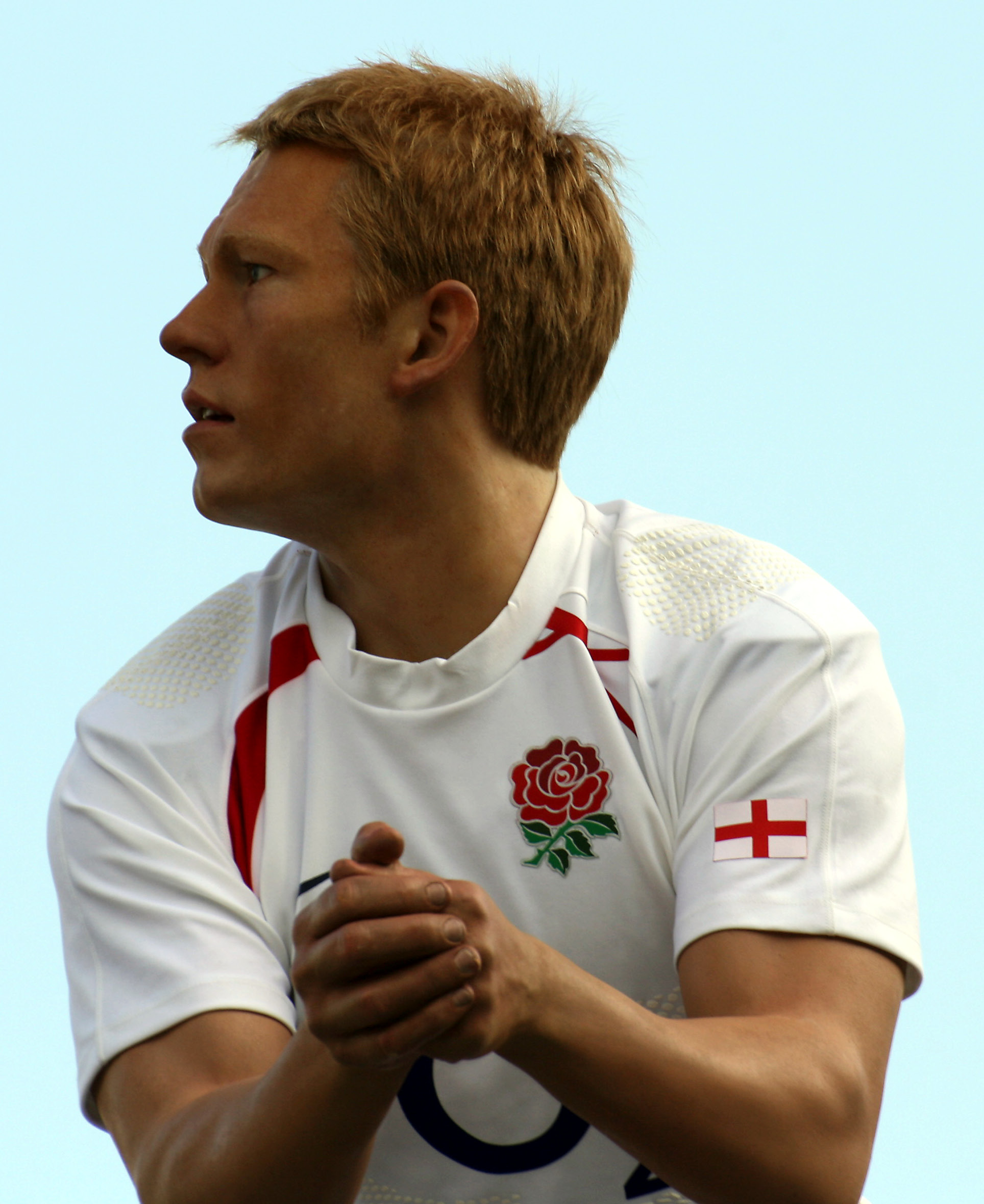
Statua di Wilkinson a Trafalgar Square, Londra

Nel suo incontro inaugurale l'Inghilterra batté a Perth la Georgia per 84-6; il contributo di Wilkinson a tale score fu di 16 punti: ben più determinante, numericamente e per l'importanza dell'avversario, il suo apporto di 20 punti alla vittoria per 25-6 sul Sudafrica.
Wilkinson non prese parte alla più larga vittoria in un incontro di Coppa del Mondo, il 111-13 inflitto dagli inglesi agli uruguayani; nei quarti di finale 23 suoi punti furono altresì determinanti per il 28-17 finale con cui la squadra batté il Galles e, in semifinale, realizzò addirittura l'intero score della partita contro la Francia, sconfitta 24-7 con 5 calci piazzati e 3 drop goal.
Ma fu in finale contro l'Australia che Wilkinson lasciò in maniera indelebile il segno sulla partita: nei secondi finali di un incontro combattuto e durissimo, trascinatosi per due tempi regolari più due supplementari in perfetta parità (una meta e quattro calci piazzati per parte, per un totale di 17-17), mentre il cronometro registrava il 99'34” di gioco, Wilkinson calciò dalla distanza di circa 30 metri dalla linea di meta australiana un pallone in drop verso i pali avversari: la palla entrò e l'Inghilterra vinse 20-17, spezzando così il dominio dell'Emisfero Sud nella Coppa del Mondo.
Già decorato a fine 2002 con l'onorificenza di Membro dell’Ordine dell’Impero Britannico (il più giovane rugbista del Regno Unito insignito di tale riconoscimento), consegnatagli poi in occasione del conferimento delle altre onorificenze ai suoi compagni di squadra alla fine del 2003, in occasione del giubileo della regina del 2004 gli fu conferita anche quella di Ufficiale dello stesso Ordine (OBE).

### Gli infortuni e la lunga inattività
Dopo la Coppa vinta Wilkinson affrontò una serie di infortuni che lo tennero lontano dall'attività internazionale per lunghissimo tempo: fuori dal Sei Nazioni 2004 a causa di un problema a una spalla, saltò anche il tour inglese in Nuova Zelanda e Australia.
Ciononostante fu nominato capitano della squadra il 4 ottobre 2004, anche se non scese mai in campo né per il successivo Sei Nazioni 2005, prima a causa di un vasto ematoma sul suo braccio destro, poi per la rottura dei legamenti del ginocchio; a livello di club non andò meglio: rientrato in campionato nel marzo 2005 con i Falcons, si infortunò di nuovo, allo stesso ginocchio.
In meno di un anno e mezzo Wilkinson aveva disputato solo 937' di rugby ufficiale, con il suo club; tuttavia la fiducia nelle sue capacità gli valse un'apertura di credito pressoché illimitata, tanto che Clive Woodward, nel frattempo passato dalla Nazionale inglese ai British Lions, lo convocò per il tour della selezione interbritannica una volta certo che si fosse rimesso dagli infortuni.
Nonostante la forma non ottimale, Wilkinson realizzò 20 punti nel suo primo incontro internazionale dal novembre del 2003: un 25-25 contro l'Argentina al Millennium Stadium di Cardiff.
Contro la Nuova Zelanda fu sempre Wilkinson a segnare gli unici punti per la sua squadra, anche se furono solo 3 (contro 21).
Un colpo di frusta alla spina dorsale, tuttavia, costrinse Wilkinson a saltare il terzo match.

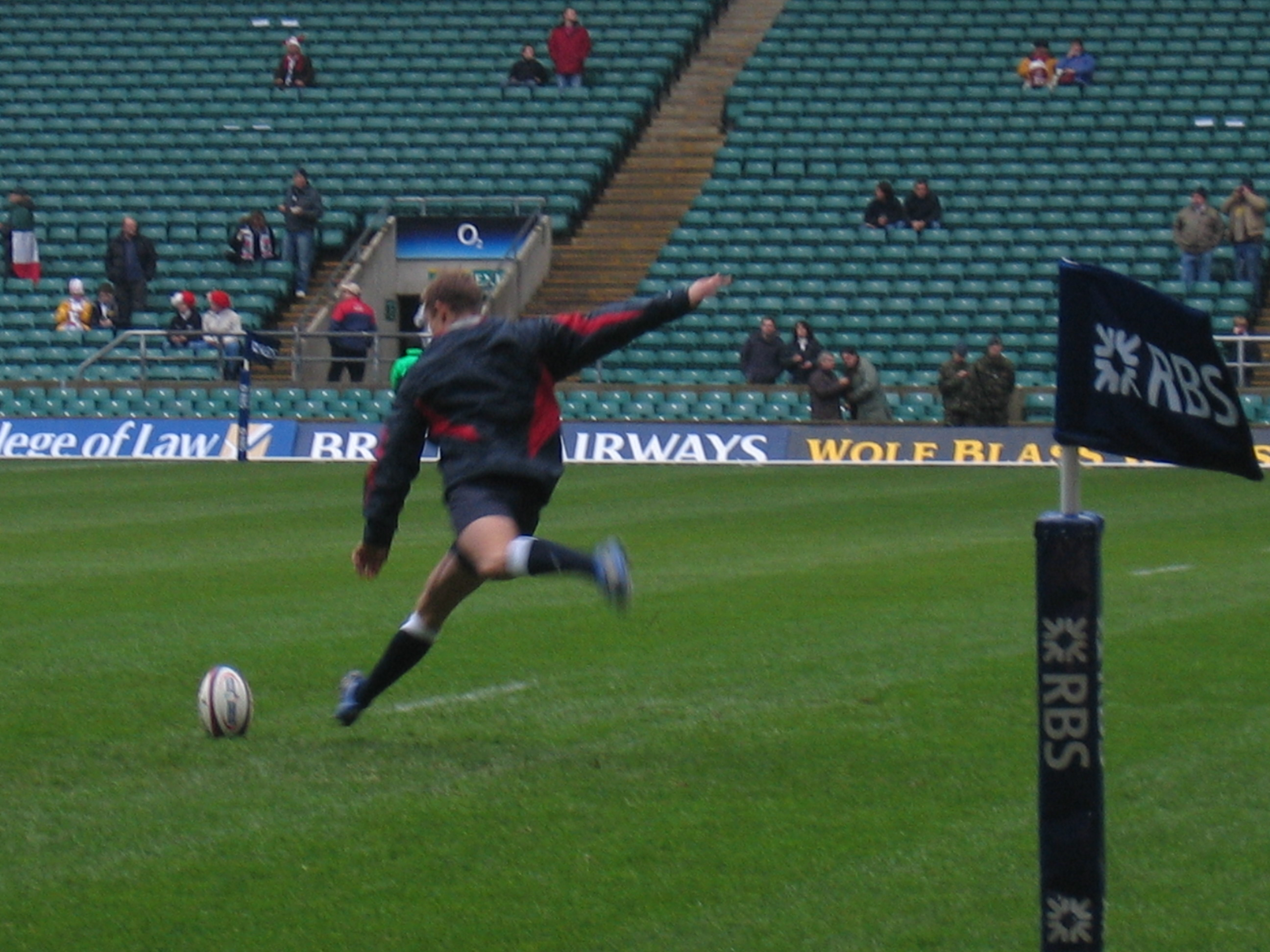
Wilkinson in allenamento prima del match contro l'

Un'appendicite in agosto, inoltre, tenne Wilkinson fuori dal tour prestagionale dei Falcons in Giappone; la lista di infortuni non era ancora terminata, perché in novembre dovette operarsi per ridurre un'ernia, che egli stesso attribuì agli sforzi supplementari che fu costretto a intraprendere per recuperare in tempo dagli infortuni precedenti.
Nel febbraio 2006, più di due mesi dopo il suo ultimo incontro, Wilkinson tornò nella lista ufficiale di gara, anche se solo come sostituto, nella partita di Premiership contro i London Irish.
Il ritorno in campo tardò ad arrivare, anche per via di un'ennesima complicazione, questa volta al muscolo adduttore della gamba destra. Finalmente, il 16 aprile 2006, tornò in campo, disputando il secondo tempo dell'incontro di Premiership contro i Sale Sharks e, una settimana più tardi, gli ultimi 50' della semifinale di Challenge Cup contro gli Irish.
A quel punto, Rob Andrew, all'epoca direttore tecnico del Newcastle, dichiarò l'indisponibilità del club a svincolare Wilkinson per i test estivi della Nazionale inglese, per permettere al giocatore di recuperare pienamente dalla lunga serie di infortuni.
La riserva del club cadde nel luglio successivo, quando lo stesso Andrew disse che Wilkinson sarebbe stato disponibile a partire dai test novembrini.
Già dalla stagione precedente, per alleggerirne il carico di responsabilità, inoltre, Andrew aveva scelto al posto di Wilkinson un altro capitano, allora Colin Charvis e, nel 2006, l'australiano Matt Burke, sollevando il giocatore dall'incombenza di rappresentare la squadra e lasciarlo concentrare sul suo recupero.
L'8 settembre 2006 Wilkinson tornò in campo nella seconda partita stagionale di Premiership contro Worcester ma rimase solo 47' a causa di un incidente di gioco: un suo compagno gli franò sulla gamba dopo un placcaggio e gli provocò un trauma contusivo al ginocchio destro, che una successiva radiografia rivelò essere altresì un'infrazione al legamento.
Dopo altri 2 mesi vi fu un nuovo ritorno, contro il Bristol: 8 punti il suo score, ma anche un'uscita dal terreno di gioco a causa di quella che poi si rivelò essere una lacerazione a un rene con relativa emorragia.
Occorsero quasi altri due mesi per poter rientrare in campo: avvenne il 27 gennaio 2007 in occasione del match di Premiership contro Leicester, quando Wilkinson entrò da sostituto al 37'.

### Il ritorno e la Coppa del Mondo 2007
Il 29 gennaio 2007 il nuovo C.T. inglese Brian Ashton annunciò la presenza di Wilkinson nel XV titolare che il 3 febbraio successivo avrebbe dovuto affrontare il match d'apertura del Sei Nazioni, la classica contro la Scozia, incontro valevole tra l'altro per l'assegnazione della Calcutta Cup.
Dal 22 novembre 2003, giorno della finale di Sydney, erano trascorsi 3 anni, 2 mesi e 12 giorni, e il ritorno non passò inosservato: a Twickenham l'Inghilterra si impose per 42 punti a 20, e 27 di tali 42 furono proprio di Wilkinson, che nell'occasione mise in scena tutto il suo repertorio tecnico: una meta, due trasformazioni, cinque calci piazzati e un drop, anche se la meta, a giudizio degli scozzesi e, successivamente, anche degli osservatori esterni, fu concessa per errore del giudice televisivo che non si rese conto che il giocatore si trovava con parte del corpo sulla linea laterale al momento della schiacciata della palla a terra.
Quando Ashton lo sostituì a 6 minuti dal termine, l'intero stadio tributò al giocatore una lunga standing ovation.

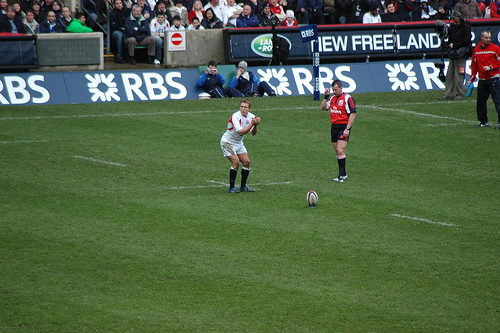
Wilkinson a Twickenham contro l' (10 febbraio 2007)

Fu di nuovo l'Italia a far registrare a Wilkinson l'ennesimo record della sua carriera: con i 15 punti segnati nell'incontro di Twickenham che l'Inghilterra vinse per 20-7 il giocatore divenne il miglior realizzatore (421 punti) nella storia dell'Home Championship in tutte le sue denominazioni.
Il record ha valenza anche per il fatto che per la prima volta l'Inghilterra si dovette affidare alle performance di un singolo per battere l'Italia che mai, fino ad allora, aveva perso per uno scarto così ridotto contro gli inglesi nella storia del Sei Nazioni.

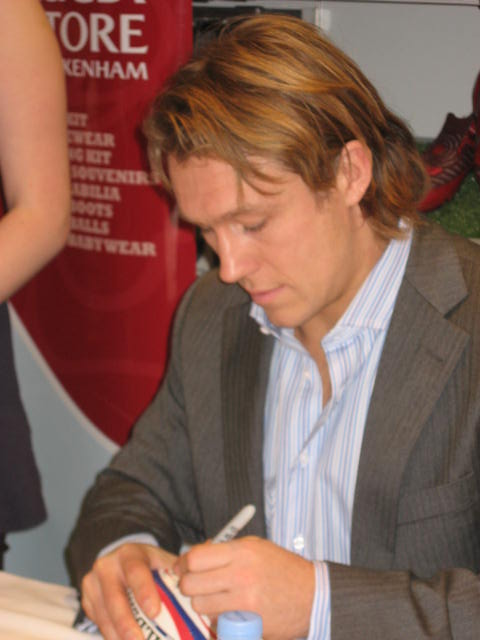
Wilkinson firma alcuni autografi dopo uno stage con l', dicembre 2008

Un nuovo infortunio, questa volta meno grave, fece saltare a Wilkinson gli ultimi due match del Sei Nazioni e parte della stagione di club; rientrò in tempo per i test estivi e per il warm up in preparazione alla Coppa del Mondo 2007 in Francia: in tale frangente segnò 17 punti nella convincente vittoria contro il Galles 62-5, ultimo incontro prima del torneo mondiale, al quale inizialmente tuttavia non poté prender parte per via di un infortunio alla caviglia occorso in allenamento.
Non fu quindi presente alla faticosa vittoria sugli Stati Uniti e soprattutto alla sconfitta per 0-36 da parte del Sudafrica; ritornò in tempo per marcare 24 punti nella vittoria 44-22 su Samoa e chiudere il discorso-qualificazione agli ottavi contro Tonga.
Nella fase a eliminazione marcò tutti i punti con cui l'Inghilterra eliminò l'Australia per 12-10 (quattro calci piazzati) e contemporaneamente divenne il miglior realizzatore della storia della Coppa del Mondo con 231 punti; nella successiva semifinale contro la Francia, due piazzati e un drop per un totale di 9 punti furono il contributo alla vittoria inglese per 14-9 per il raggiungimento della seconda finale consecutiva.
Anche in finale Wilkinson realizzò l'intero punteggio della sua squadra, 6 punti, che tuttavia non bastarono a evitare la sconfitta per 6-15 a opera del Sudafrica, ma che lo resero il primo — e tuttora unico — rugbista ad aver segnato in più di una finale di Coppa del Mondo.
Nel corso del Sei Nazioni 2008, allo Stadio Flaminio di Roma, nella 2ª giornata del torneo, e per l'ennesima volta contro l'Italia, Wilkinson raggiunse il tetto dei 1000 in nazionale; nell'incontro — valido anche per la Calcutta Cup — della 4ª giornata del torneo contro la Scozia a Murrayfield, con i suoi 9 punti segnati divenne il miglior marcatore internazionale in assoluto con 1099 punti, considerando nel conteggio generale quelli realizzati nei test match con la Nazionale inglese (1032 all'8 marzo 2008) e con i British Lions (67).
Anche nel 2008 non mancarono infortuni che ridussero considerevolmente l'attività in campo di Wilkinson: un primo incidente di gioco, occorsogli in aprile, gli fece perdere il finale di stagione, tanto da indurre il Newcastle a rendere indisponibile il giocatore per la chiamata della nazionale al tour di metà anno in Nuova Zelanda.
Tornato in campo per l'incontro di Premiership contro Northampton il 14 settembre successivo, il rientro fu contraddistinto da 22 punti individuali (2 trasformazioni, 5 piazzati e un drop) a corollario di una vittoria per 32-22; alla domanda su cosa fosse cambiato recentemente nel suo fisico, Wilkinson rispose di «avere i capelli più lunghi del solito».
Il 30 settembre 2008, tuttavia, a causa di un ennesimo incidente di gioco al 25' dell'incontro di Premiership contro Gloucester, che provocò a Wilkinson una lussazione al ginocchio, il giocatore fu di nuovo indisponibile: impossibilitato a difendere il suo record di punti nel Sei Nazioni, il 14 marzo 2009 esso fu superato dall'irlandese Ronan O'Gara.

### Il trasferimento in Francia

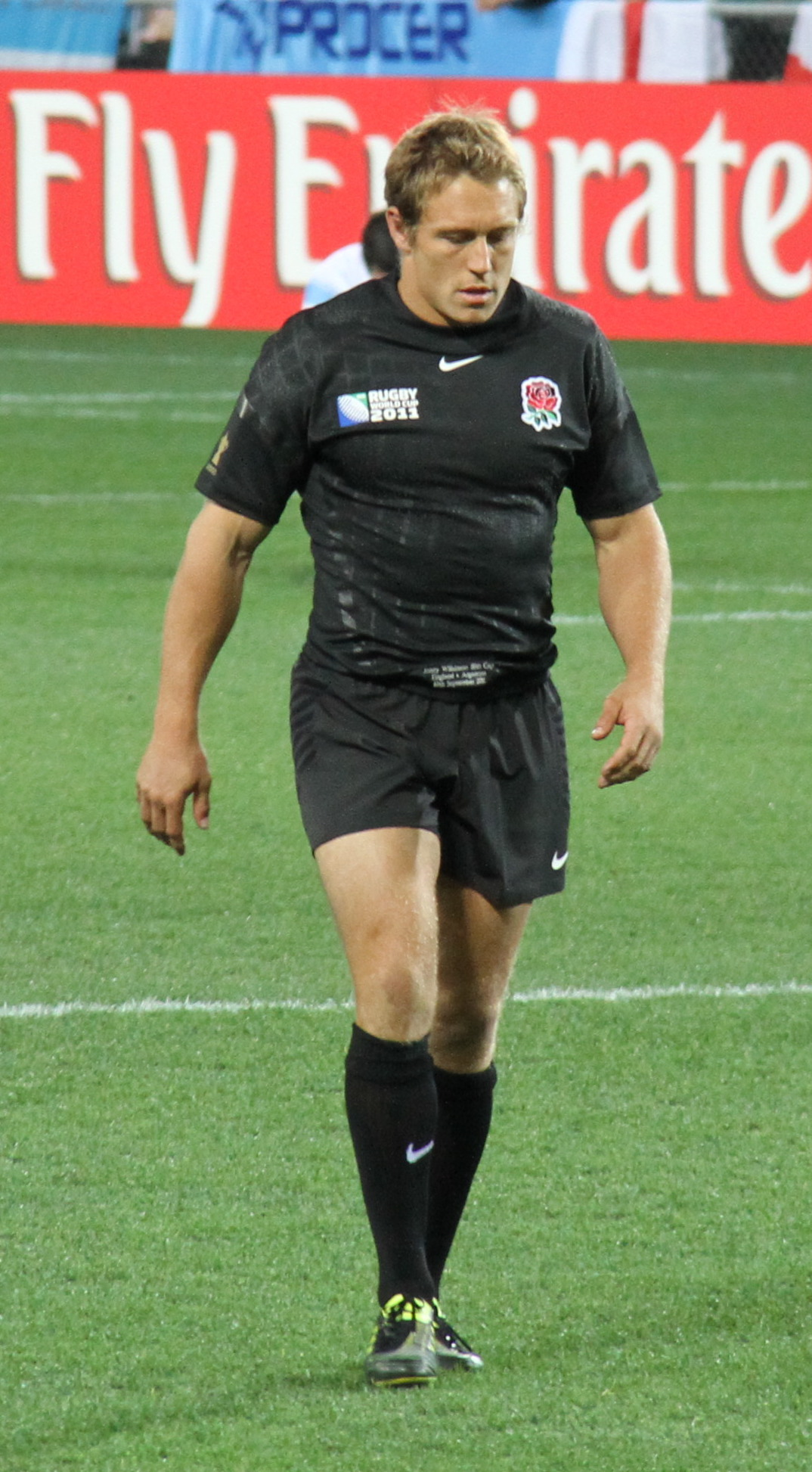
Wilkinson alla

Il 20 maggio 2009, infine, al termine del lungo periodo in cui il Newcastle non poté utilizzarlo per infortunio, il tecnico del club Steve Bates annunciò di aver dato il suo placet a un eventuale trasferimento di Wilkinson, evento che si concretizzò con l'ingaggio da parte del club di Top 14 francese del Tolone.
«Si tratta di un giocatore di livello mondiale, ma nella situazione in cui ci troviamo abbiamo bisogno di tutti gli effettivi in piena efficienza. Dopo tutta questa catena di infortuni, un cambiamento può fargli solo del bene. Anche durante i periodi di assenza forzata [Wilkinson] è stato molto utile al club nella sua attività didattica con i giovani, anche se è chiaro che ci sarebbe piaciuto di più averlo in campo con noi», dichiarò Bates alla stampa.
Il 7 novembre 2009, a 20 mesi di distanza dalla sua ultima apparizione, Jonny Wilkinson tornò in campo a Twickenham per l'Inghilterra nel suo primo test match autunnale dal 2002; avversaria l'Australia, vincitrice per 18-9 nonostante la performance personale di Wilkinson autore di tutti i punti della sua squadra (un drop e due calci piazzati); la settimana successiva, il 14 novembre, nello stesso stadio, mise a segno 11 punti (una trasformazione, un drop e due piazzati) toccando quota 1 052 per l'Inghilterra, con i quali superò Neil Jenkins anche nella classifica dei migliori marcatori per la propria Nazionale (Jenkins marcò 1 049 punti per il Galles).

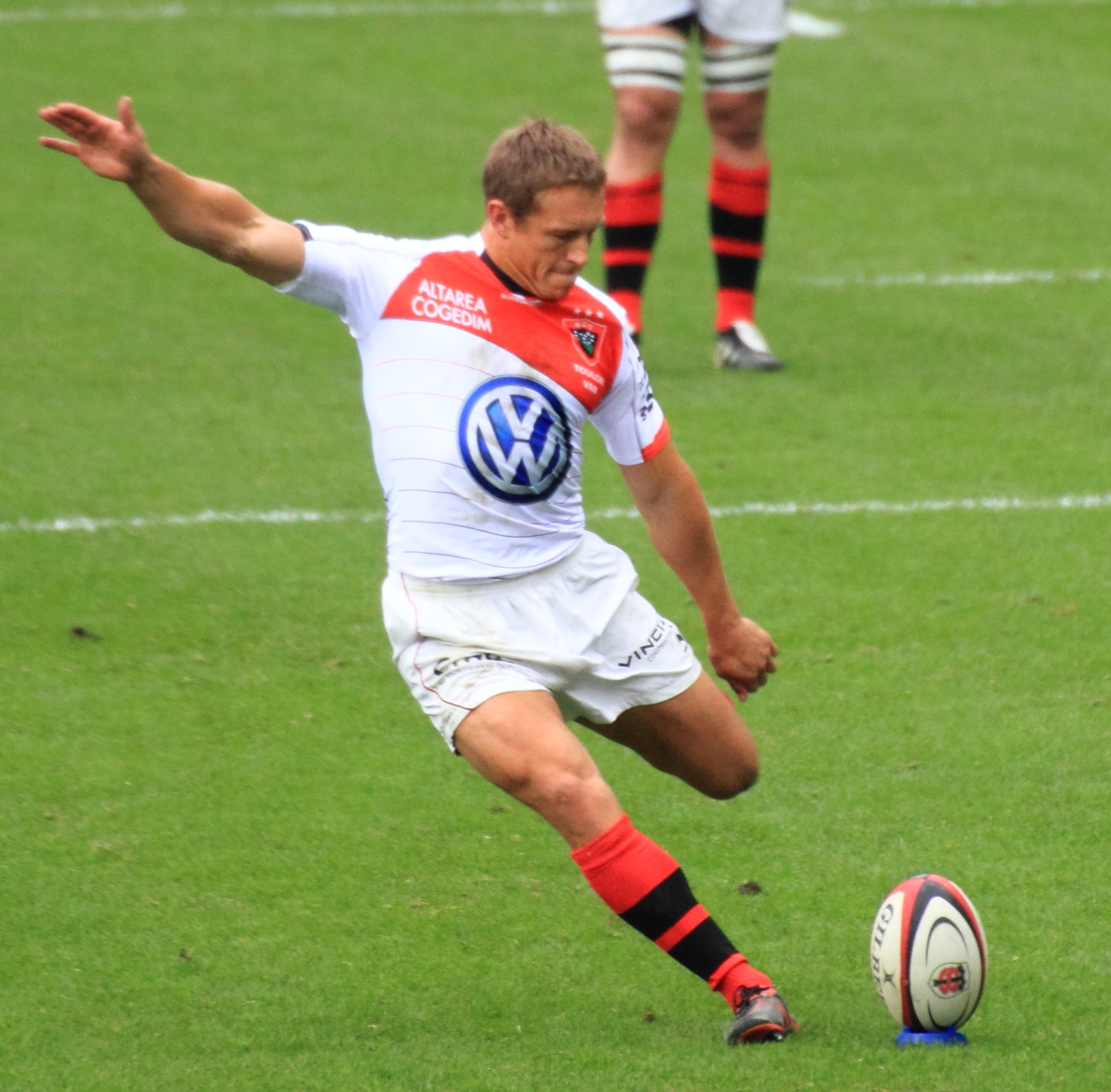
Wilkinson calcia un piazzato con la maglia del Tolone

Dopo l'edizione 2010 del Sei Nazioni, in cui Wilkinson scese in campo in tutti i cinque incontri del torneo marcando 50 punti, il totale internazionale del giocatore salì a 1 175 e, relativamente al torneo, a 529, che lo portarono al nuovo sorpasso di Ronan O'Gara, rimasto a 527.
Durante il tour australiano Wilkinson realizzò ulteriori 3 punti, che portarono il suo totale a 1 178; il 27 novembre 2010 il neozelandese Dan Carter, contro il Galles a Cardiff, stabilì il nuovo record internazionale a quota 1 188; tuttavia, durante il Sei Nazioni 2011, vinto dall'Inghilterra, Wilkinson riprese il primato in occasione del match di Twickenham contro la Francia; infine, il 30 luglio successivo, a Wellington, nel Tri Nations, Carter superò il record di Wilkinson durante l'incontro vinto con il Sudafrica.
Durante la Coppa del Mondo di rugby 2011, nonostante l'assenza per infortunio di Carter, nel frattempo fermatosi a 1250, Wilkinson si fermò a quota 1246, e non poté più migliorare lo score a causa dell'eliminazione dell'Inghilterra nei quarti di finale a opera della Francia ad Auckland.
Dopo la Coppa del Mondo Wilkinson annunciò il suo ritiro dall'attività internazionale per dedicarsi solo a quella di club: già nel dicembre 2010 Wilkinson aveva, infatti, deciso il prolungamento del contratto con il Tolone fino a tutta la stagione 2012-13.
Nella stagione successiva di campionato, Wilkinson guidò il Tolone fino alla finale del torneo, persa contro il Tolosa per 12-18 (suo l'intero score per la sua squadra); un anno più tardi, da capitano, realizzò nella fase eliminatoria di Heineken Cup tutti i calci dalla piazzola che fu chiamato a tirare, 17 su 17, e contribuì dapprima al raggiungimento della finale di torneo e, successivamente, alla sua vittoria con 11 punti nella partita decisiva di Dublino, vinta 16-15 sul Clermont.
Per le prestazioni stagionali a livello continentale Wilkinson ricevette, dopo la vittoria di Heineken Cup, anche il premio individuale di miglior giocatore europeo dell'anno dall'ERC; a proposito del titolo di campione d'Europa conquistato a dieci anni dal suo più importante successo, la Coppa del Mondo di rugby 2003, Wilkinson affermò che tale ultimo trofeo era per lui, sotto certi aspetti, perfino più importante della Coppa di un decennio prima, in quanto quella, vinta a soli 24 anni, rischiava di essere il punto più alto di una carriera ancora tutta da svilupparsi e oscurare come un'ombra il prosieguo della sua attività agonistica.
Già in scadenza di contratto, Wilkinson accettò di prolungare la sua permanenza al Tolone per un'ulteriore stagione, che la stampa ritenne essere l'ultima anche se non vi era stato mai un formale annuncio di ritiro dall'attività agonistica.
Tale annuncio giunse, altresì, il 19 maggio 2014 alla vigilia delle due finali in cui il Tolone era impegnato, e sei giorni prima del trentacinquesimo compleanno del giocatore.
Gran parte della stampa internazionale diede rilievo alla notizia del ritiro di Wilkinson che, il 24 maggio successivo, guidò la squadra alla conquista della sua seconda Heineken Cup consecutiva, vinta a Cardiff per 23-6 contro i Saracens con il contributo di tredici punti personali e, una settimana più tardi, nel suo ultimo incontro in assoluto, marcò 15 punti (quattro calci piazzati e un drop) nella finale del campionato francese a Saint-Denis contro il Castres, risultando determinante nella vittoria del Tolone per 18-10.

### Attività extrasportive e vita privata
Jonny Wilkinson è autore di tre libri scritti in collaborazione con il ghostwriter Neil Squires.
Benché totalmente astemio, Wilkinson ammise di aver fatto uno strappo alla regola dopo la finale persa contro il Sudafrica nella Coppa del Mondo 2007, e di essersi ubriacato.
In passato fu legato sentimentalmente alla giornalista sportiva Diana “Di” Stewart, volto della Sky Sports britannica, mentre dal 2007 è impegnato in una relazione stabile con Shelley Jenkins, figlia di un industriale dei ponteggi, con la quale è sposato dall'ottobre 2013; il matrimonio avvenne in forma privata nel municipio di Bandol, cittadina della Provenza non distante da Tolone.
Nel corso di un'intervista al Times del settembre 2008 Wilkinson si dichiarò seguace dei principî e degli insegnamenti del buddhismo, ai quali attribuisce un peso rilevante nella sua ricerca di miglioramento costante, sportivo e umano.
Wilkinson affermò di essere giunto a tale filosofia attraverso la lettura di alcuni testi di fisica quantistica.
Proprio a seguito di tale sua curiosità scientifica, nel 2012 i fisici Étienne Klein e Ioannis Iliopoulos scrissero con la sua collaborazione un libro, Rugby quantistico, conversazione a tre voci sui paralleli tra fisica e rugby, come per esempio l'analogia tra il principio di indeterminazione di Heisenberg e la traiettoria di un pallone calciato tra i pali; il libro ha avuto anche un'edizione italiana curata dalla torinese add.
Il 2 giugno 2014 il sindaco di Tolone Hubert Falco conferì a Wilkinson la cittadinanza onoraria per avere contribuito a rendere la locale squadra, nel quinquennio di militanza, due volte campione d'Europa e per la prima volta dal 1992 campione di Francia.
Nel 2011 ha fondato, insieme a suo fratello Mark, anch'egli in passato rugbista professionista nel Newcastle, l'azienda di abbigliamento sportivo Fineside, cui si dedica a tempo pieno dopo la fine dell'attività agonistica.
Nel giugno 2015, in occasione dei riconoscimenti concessi dalla regina Elisabetta per il suo 89º compleanno, a Wilkinson fu conferita l'onorificenza di Commendatore dell'Ordine dell'Impero Britannico (CBE).

## Palmarès
- Coppe del mondo: 1
Inghilterra: 2003
- Heineken Cup: 2
Tolone: 2012-13, 2013-14
- Premiership: 1
Newcastle: 1997-98
- Coppe Anglo-Gallesi: 2
Newcastle: 2000-01, 2003-04
- Campionati francesi: 1
Tolone: 2013-14

## Statistiche

### Statistiche di club
| Competizione        | G   | Mt | Tr  | CP  | Dr | Pt    |
| ------------------- | --- | -- | --- | --- | -- | ----- |
| Premiership         | 139 | 25 | 196 | 302 | 22 | 1 489 |
| Top 14              | 104 | 4  | 137 | 335 | 42 | 1425  |
| Coppa Anglo-Gallese | 13  | 1  | 21  | 38  | 1  | 164   |
| Heineken Cup        | 30  | 1  | 31  | 94  | 7  | 370   |
| Challenge Cup       | 37  | 4  | 72  | 101 | 6  | 485   |
| Totali              | 323 | 35 | 457 | 870 | 78 | 3933  |

### Statistiche internazionali
| Selezione     | G  | Mt | Tr  | CP  | Dr | Pt   |
| ------------- | -- | -- | --- | --- | -- | ---- |
| Inghilterra   | 91 | 6  | 162 | 239 | 36 | 1179 |
| British Lions | 6  | 1  | 7   | 16  | 0  | 67   |
| Totali        | 97 | 7  | 169 | 255 | 36 | 1246 |

| Competizione       | G  | Mt | Tr  | CP  | Dr | Pt   |
| ------------------ | -- | -- | --- | --- | -- | ---- |
| Coppa del Mondo    | 19 | 1  | 28  | 58  | 14 | 277  |
| Cinque/Sei Nazioni | 43 | 4  | 89  | 105 | 11 | 546  |
| Amichevoli         | 35 | 2  | 52  | 92  | 11 | 423  |
| Totali             | 97 | 7  | 169 | 255 | 36 | 1246 |

## Momenti salienti della carriera internazionale
| Data             | Luogo                                           | Torneo                                          | Incontro                                        | Performance                                     | Punti                                           | Evento |
| ---------------- | ----------------------------------------------- | ----------------------------------------------- | ----------------------------------------------- | ----------------------------------------------- | ----------------------------------------------- | --- |
| 4 aprile 1998    | Londra (Twickenham)                             | Cinque Nazioni 1998                             | Inghilterra - Irlanda 35-17                     | -                                               | 0                                               | Jonny Wilkinson debutta in Nazionale: è il più giovane internazionale della storia del rugby inglese                                                |
| 6 giugno 1998    | Brisbane (Lang Park)                            | Amichevole (Cook Cup)                           | Australia - Inghilterra 76-0                    | -                                               | 0                                               | Prima partita da titolare, nel giorno della peggior sconfitta di sempre della Nazionale inglese                                                     |
| 28 agosto 1999   | Londra (Twickenham)                             | Amichevole                                      | Inghilterra - Canada 36-11                      | 4 tr., 1 c.p.                                   | 11                                              | Wilkinson supera il suo 100º punto internazionale                                                                                                   |
| 2 ottobre 1999   | Londra (Twickenham)                             | Coppa del Mondo 1999                            | Inghilterra - Italia 67-7                       | 1 mt., 6 tr., 5 c.p.                            | 32                                              | Esordio di Jonny Wilkinson in Coppa del Mondo |
| 17 febbraio 2001 | Londra (Twickenham)                             | Sei Nazioni 2001                                | Inghilterra - Italia 80-23                      | 1 mt., 9 tr., 4 c.p.                            | 35                                              | Record personale di punti internazionali per Wilkinson                                                                                              |
| 9 novembre 2002  | Londra (Twickenham)                             | Test match autunnali                            | Inghilterra - Nuova Zelanda 31-28               | 1 mt., 2 tr., 3 c.p., 1 d.                      | 21                                              | Primo full di Wilkinson contro una delle prime 10 Nazionali IRB                                                                                     |
| 14 giugno 2003   | Wellington (Westpac Stadium)                    | Tour estivo                                     | Nuova Zelanda - Inghilterra 13-15               | 4 c.p., 1 d.                                    | 15                                              | Wilkinson realizza tutti i punti che danno la vittoria all'Inghilterra                                                                              |
| 21 giugno 2003   | Melbourne (Colonial Stadium)                    | Amichevole (Cook Cup)                           | Australia - Inghilterra 14-25                   | 2 tr., 2 c.p.                                   | 10                                              | L'Inghilterra vince il suo primo test match sul suolo australiano                                                                                   |
| 22 novembre 2003 | Sydney (Stadium Australia)                      | Coppa del Mondo 2003                            | Australia - Inghilterra 17-20                   | 4 c.p., 1 d.                                    | 15                                              | Wilkinson realizza un drop al 100' della finale e l'Inghilterra vince la Coppa del Mondo                                                            |
| 10 febbraio 2007 | Londra (Twickenham)                             | Sei Nazioni 2007                                | Inghilterra - Italia 20-7                       | 5 c.p.                                          | 15                                              | Wilkinson diventa il miglior marcatore del torneo                                                                                                   |
| 6 ottobre 2007   | Marsiglia (Vélodrome)                           | Coppa del Mondo 2007                            | Inghilterra - Australia 12-10                   | 4 c.p.                                          | 12                                              | Wilkinson realizza l'intero punteggio inglese e diventa anche il miglior marcatore del torneo                                                       |
| 20 ottobre 2007  | Saint-Denis (Stade de France)                   | Coppa del Mondo 2007                            | Sudafrica - Inghilterra 15-6                    | 2 c.p.                                          | 6                                               | Wilkinson è il primo giocatore a segnare in più di una finale di Coppa del Mondo                                                                    |
| 10 febbraio 2008 | Roma (Stadio Flaminio)                          | Sei Nazioni 2008                                | Italia - Inghilterra 19-23                      | 2 tr., 3 c.p.                                   | 13                                              | Wilkinson supera il suo 1000º punto per l'Inghilterra                                                                                               |
| 24 febbraio 2008 | Saint-Denis (Stade de France)                   | Sei Nazioni 2008                                | Francia - Inghilterra 13-24                     | 1 tr., 3 c.p., 1 d.                             | 14                                              | Wilkinson fissa il record mondiale di drop segnati a livello internazionale (29)                                                                    |
| 8 marzo 2008     | Edimburgo (Murrayfield)                         | Sei Nazioni 2008                                | Scozia - Inghilterra 15-9                       | 3 c.p.                                          | 9                                               | Wilkinson raggiunge il 1099º punto internazionale e fissa il nuovo record mondiale (il precedente era 1090)                                         |
| 14 novembre 2009 | Londra (Twickenham)                             | Test match autunnali                            | Inghilterra - Argentina 16-9                    | 1 tr, 2 c.p., 1 d.                              | 11                                              | Wilkinson realizza il suo 1052º punto per l'Inghilterra fissando anche il record di punti segnati per la propria Nazionale (il precedente era 1049) |
| 8 ottobre 2011   | Auckland (Eden Park)                            | Coppa del Mondo 2011                            | Francia - Inghilterra 19-12                     | 1 tr                                            | 2                                               | Wilkinson disputa il suo 97º e ultimo incontro internazionale e raggiunge quota 1246 punti (rispettivamente 91 e 1179 per l'Inghilterra)            |
| 12 dicembre 2011 | Wilkinson annuncia il suo ritiro internazionale | Wilkinson annuncia il suo ritiro internazionale | Wilkinson annuncia il suo ritiro internazionale | Wilkinson annuncia il suo ritiro internazionale | Wilkinson annuncia il suo ritiro internazionale | Wilkinson annuncia il suo ritiro internazionale |